# Minimonovolumen
Un minimonovolumen o minivehículo multiusos (abreviado como miniMPV por su denominación inglesa), es un tamaño de vehículo para monovolúmenes de tamaño más pequeño. La categoría de tamaño de estos minimonovolúmenes se sitúa por debajo de la categoría de los monovolúmenes compactos y suelen construirse sobre las plataformas de los modelos compactos del segmento B. Según la definición europea, el minimonovolumen suele consistir en coches con dos filas de asientos, mientras que en Asia son habituales los minimonovolúmenes con tres filas. A veces, los minimonovolúmenes también incorporan puertas correderas. Los minimonovolúmenes también se denominan compactos altos o monovolúmenes pequeños.

## Características

### Europa
Los minimonovolúmenes suelen basarse en la plataforma de un compacto del segmento B (también llamado subcompacto), con techo elevado y una carrocería de cinco puertas. El techo elevado permite asientos más elevados y un fácil acceso para los pasajeros en comparación con los compactos tradicionales. Generalmente, los asientos traseros se pueden reclinar, deslizar, abatir, plegar o quitar fácilmente, lo que permite a los usuarios reconfigurar los volúmenes de carga y pasajeros traseros para cada viaje.
El segmento se creó como resultado de la diversificación del monovolumen normal a finales de los años 90. Se comenzó a utilizar el término «mini» en el año 2000, aunque los vehículos a los que se hacía referencia en ese momento ahora se clasificarían como monovolúmenes compactos.
A finales de la década de 2010, el segmento de los miniMPV se redujo y muchos consumidores optaron por comprar SUV crossover del segmento B (subcompactos) que ofrecen una practicidad similar con mejor diseño y capacidad. Muchos fabricantes optaron por dejar de fabricar sus modelos en favor de los SUV crossover subcompactos, teniendo 13 modelos en 2013 compitiendo en el segmento con un volumen total de ventas de 450 897 unidades, y solo seis años después teniendo solo cuatro modelos en 2019 con 93 720 vendidos.

En términos de practicidad y su forma básica, esta categoría se suele superponer con el SUV crossover similar del segmento B (subcompacto). Varios fabricantes han introducido un SUV crossover para sustituir a los minimonovolúmenes en Europa debido a la disminución de las ventas; los ejemplos son el Citroën C3 Aircross, que sustituyó al Citroën C3 Picasso, y el Opel Crossland X que sustituyó al Opel Meriva. Ambos ofrecían más espacio para la cabeza y las piernas en comparación con los subcompactos del segmento B. Los SUV del segmento B suelen tener al conductor a mayor altura, además de tener un aspecto más grande y estar equipados con guardabarros o kits de carrocería de plástico negro, con los que se comercializan.

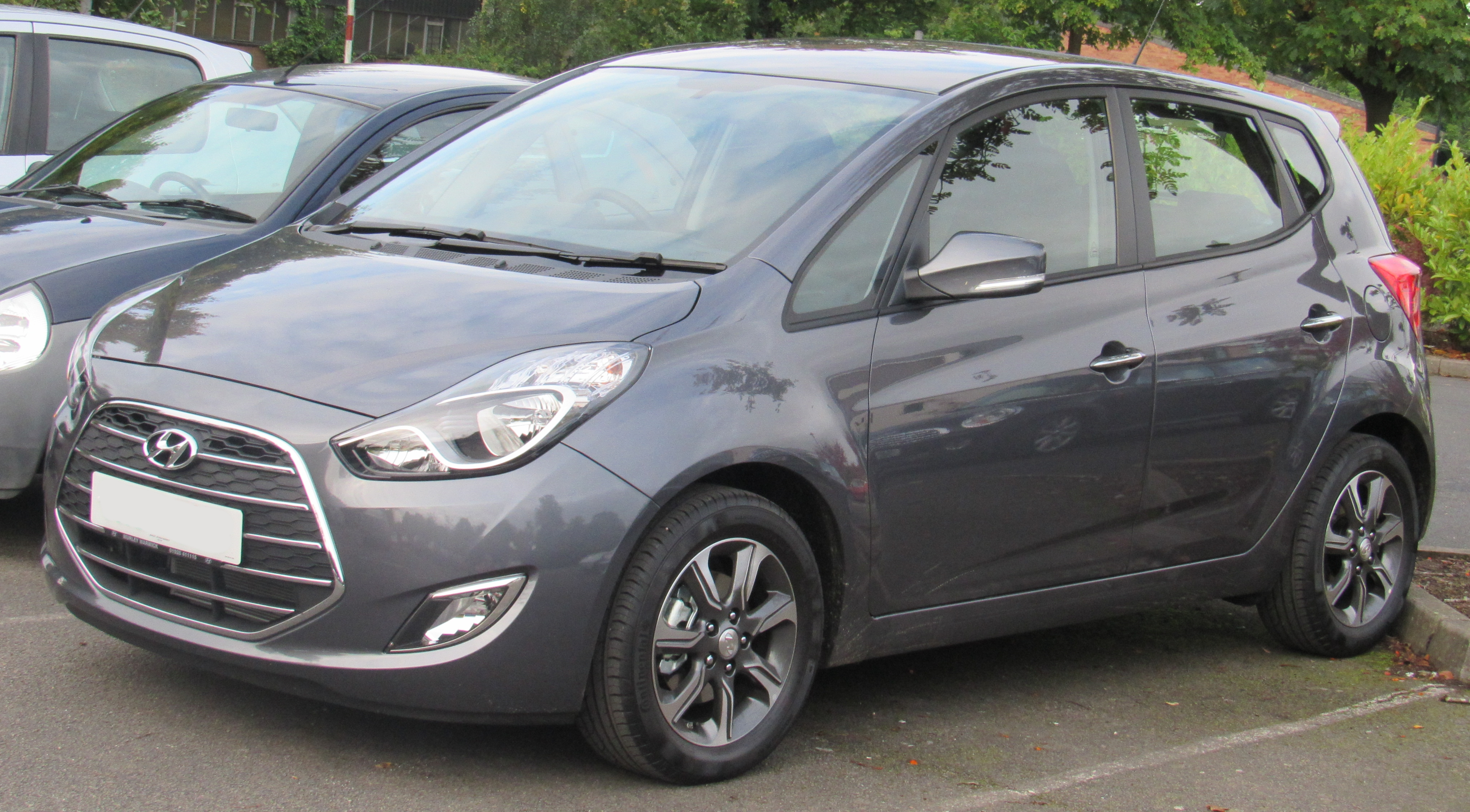
Hyundai ix20 (2010 a 2020)
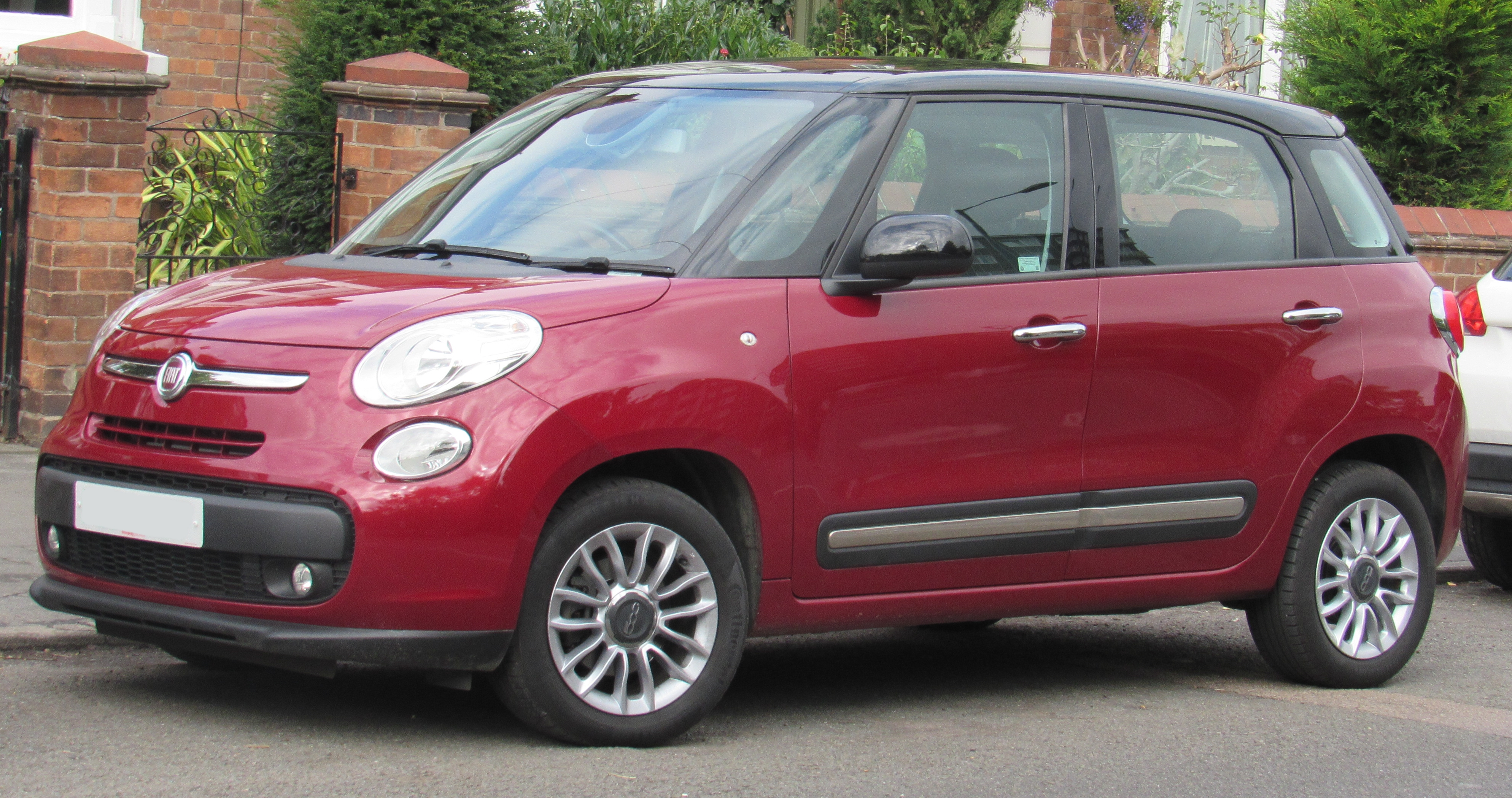
Fiat 500L (2012 a 2022)
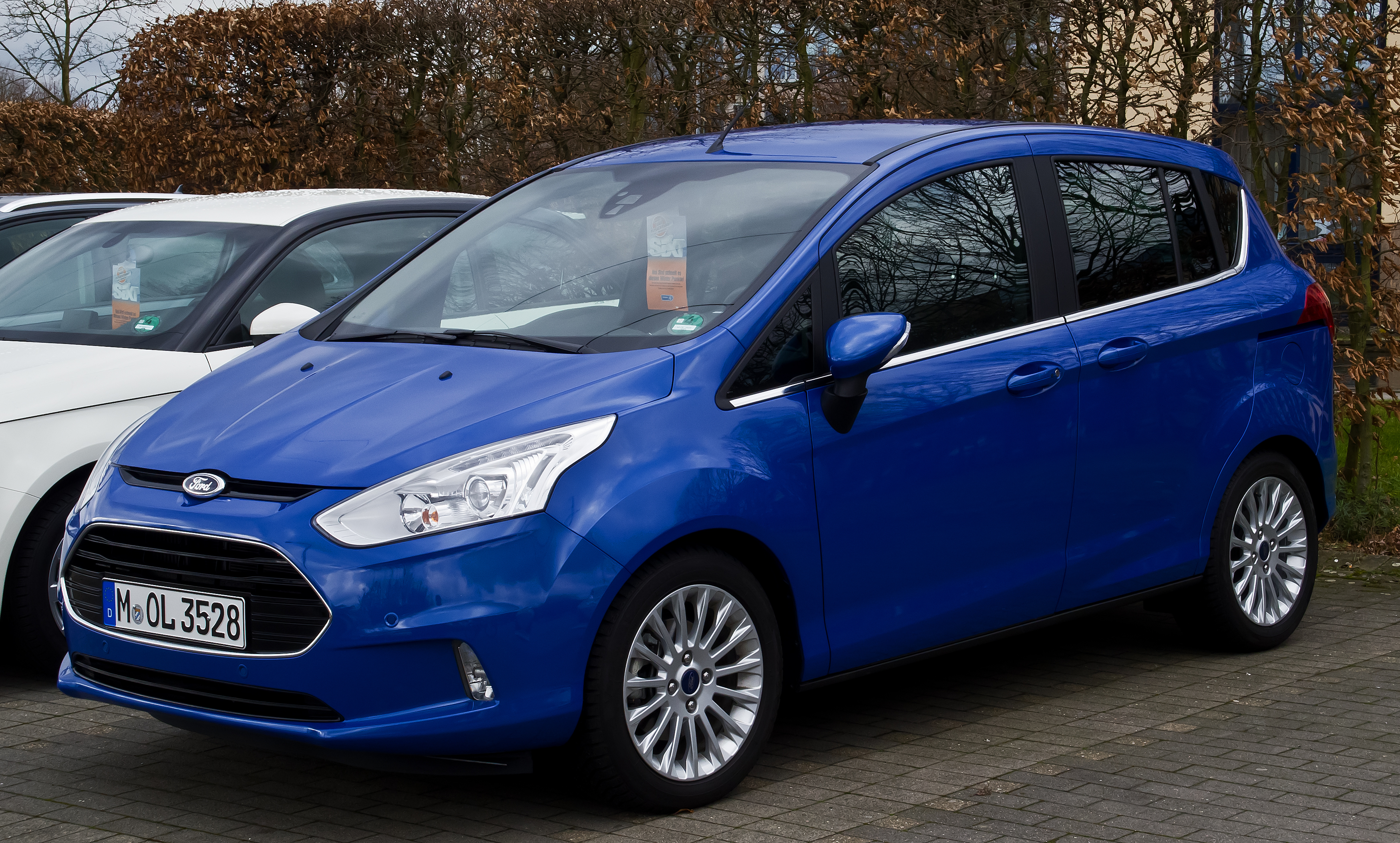
Ford B-Max (2012 a 2017)
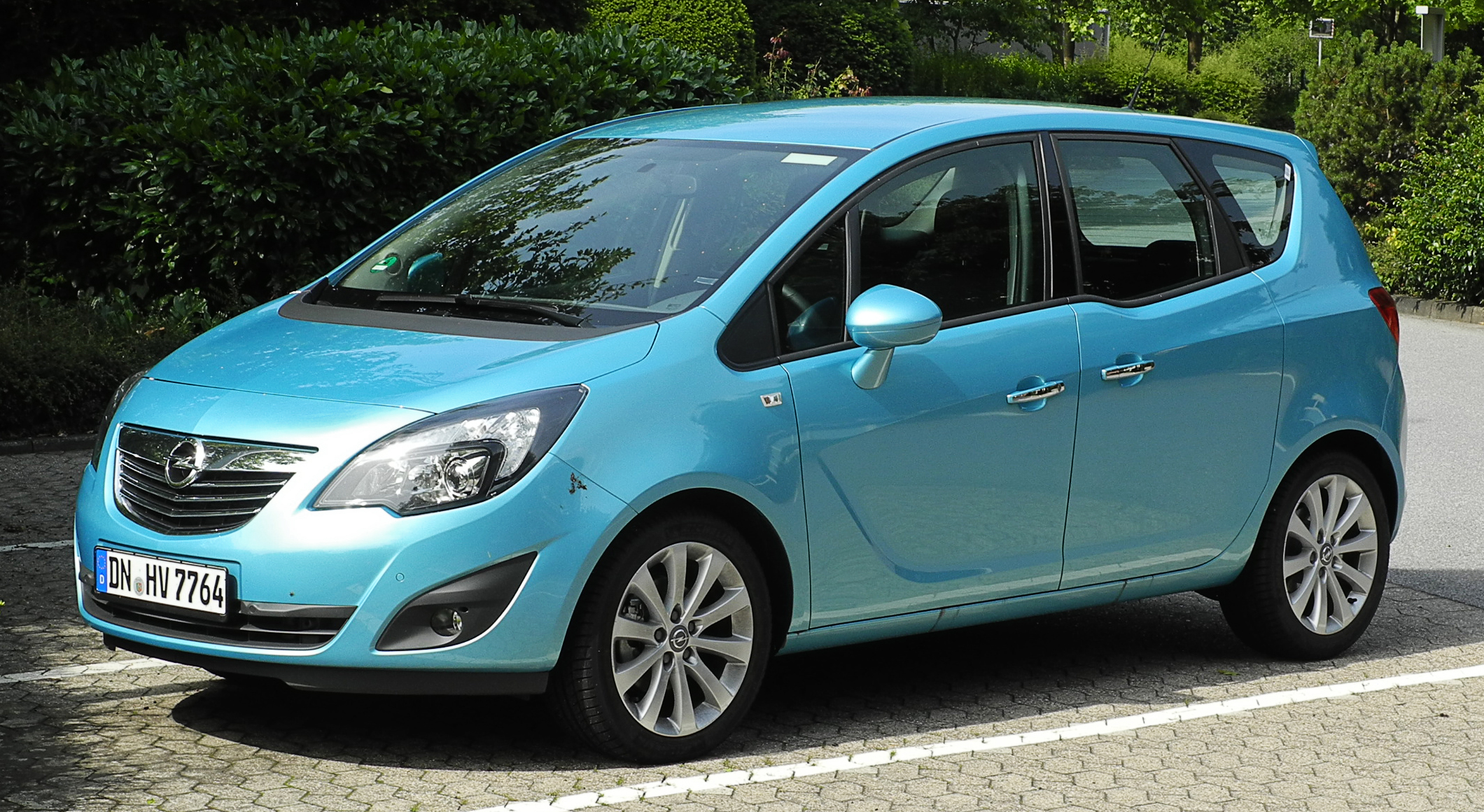
Opel Meriva (2003 a 2017)

### Asia
Los minimonovolúmenes (también llamados monovolúmenes pequeños, a veces también mezclados con su categoría superior, los monovolúmenes compactos) también se podrían incluir como monovolúmenes del segmento B con tres filas de asientos y una longitud inferior a 4,2-4,3 metros (165,4-169,3 plg). A veces también están equipados con puertas correderas traseras. Esta categoría es común en Japón, el sudeste asiático y la India, donde se prefieren los automóviles que ocupan menos espacio y tienen un habitáculo más espacioso.

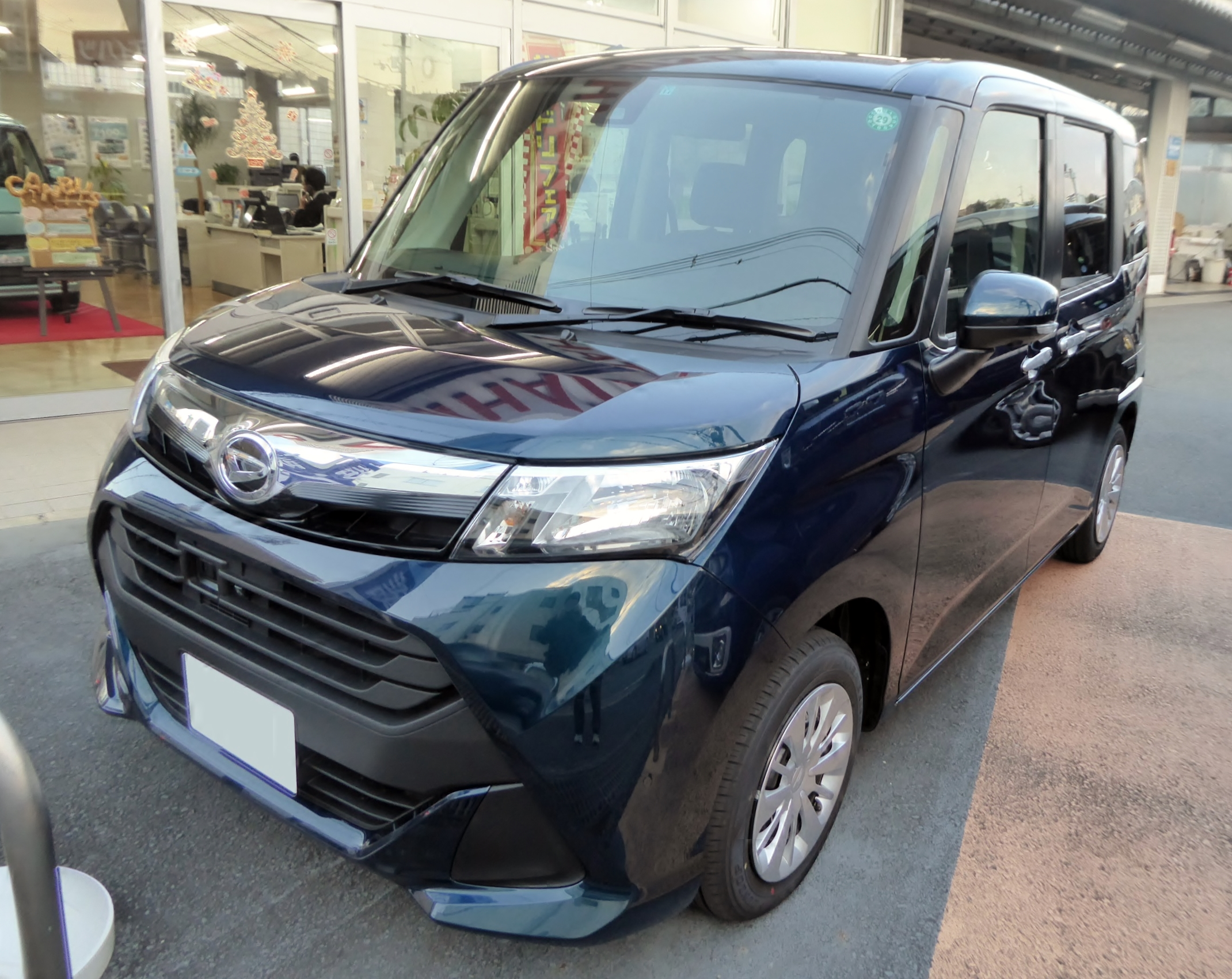
Daihatsu Thor (2016 a la actualidad)
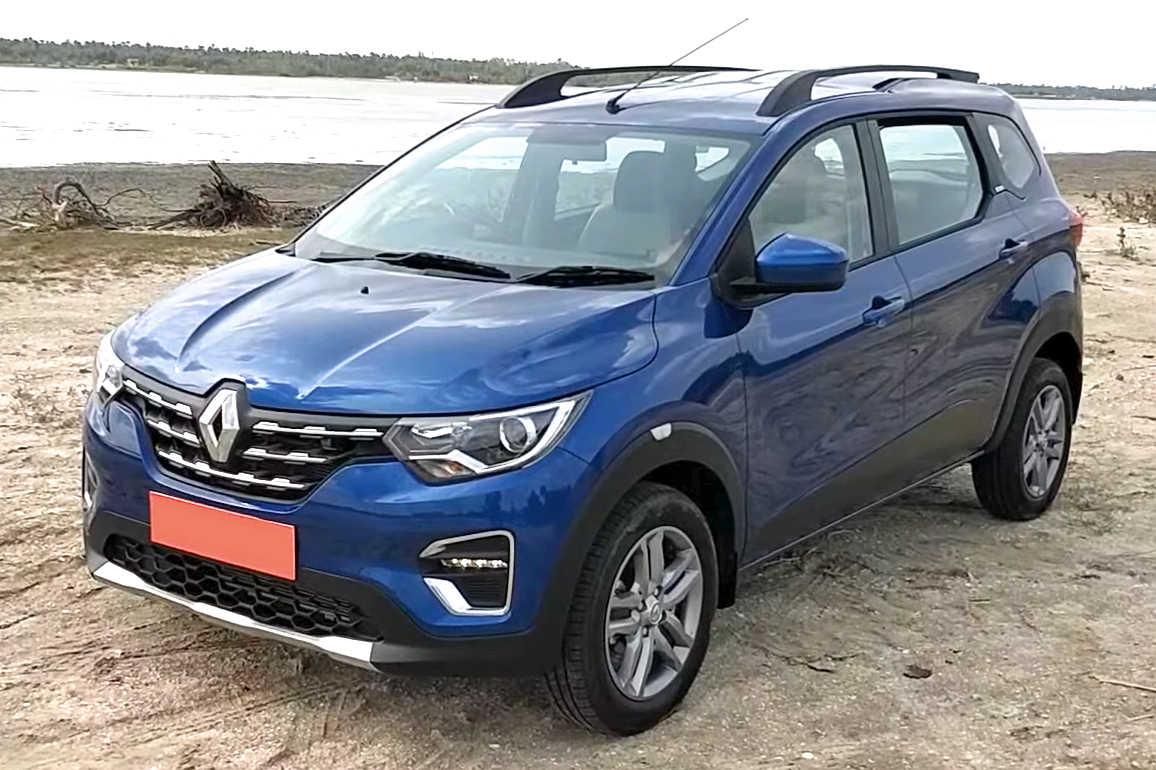
Renault Triber (2019 a la actualidad)
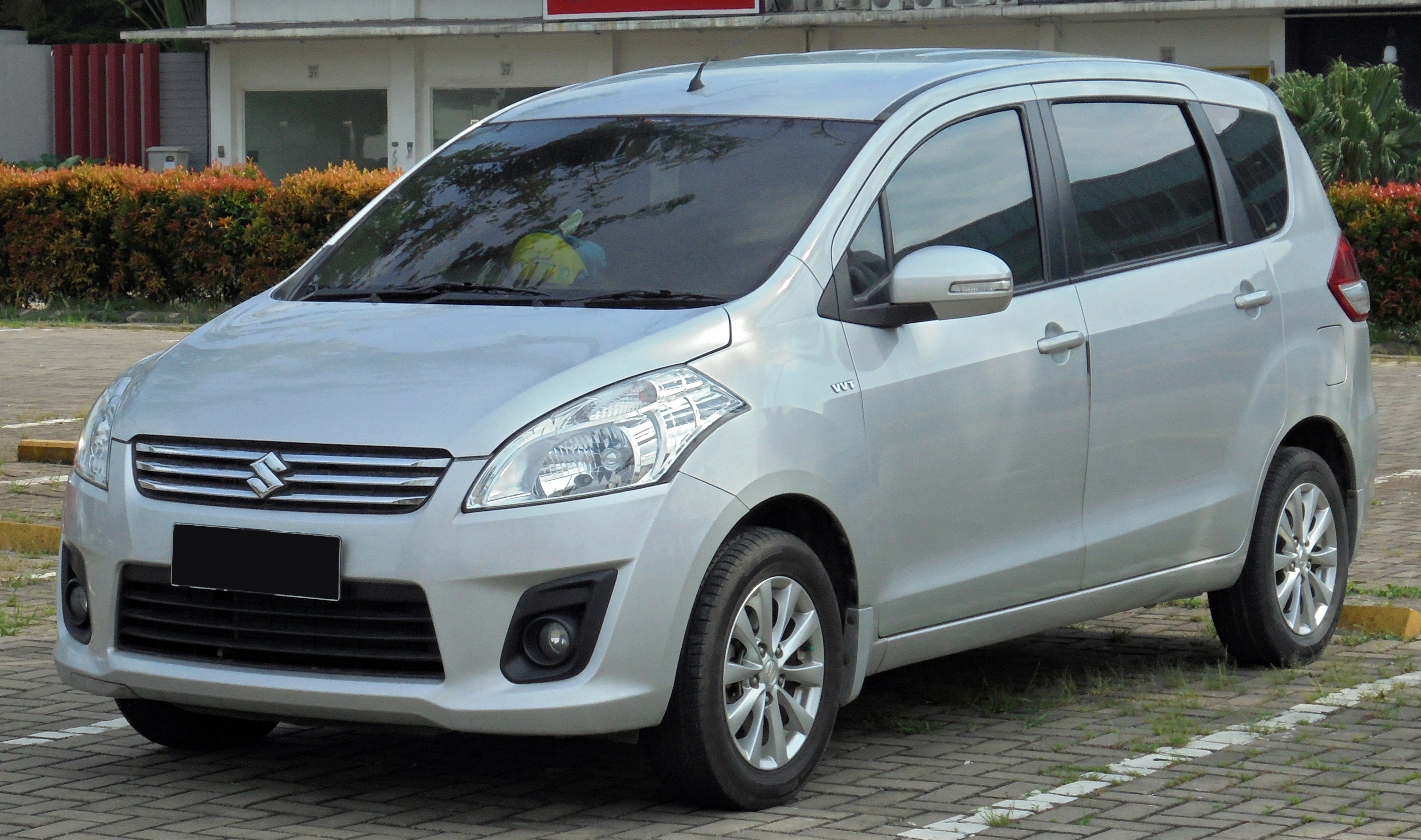
Suzuki Ertiga (2012 a la actualidad)
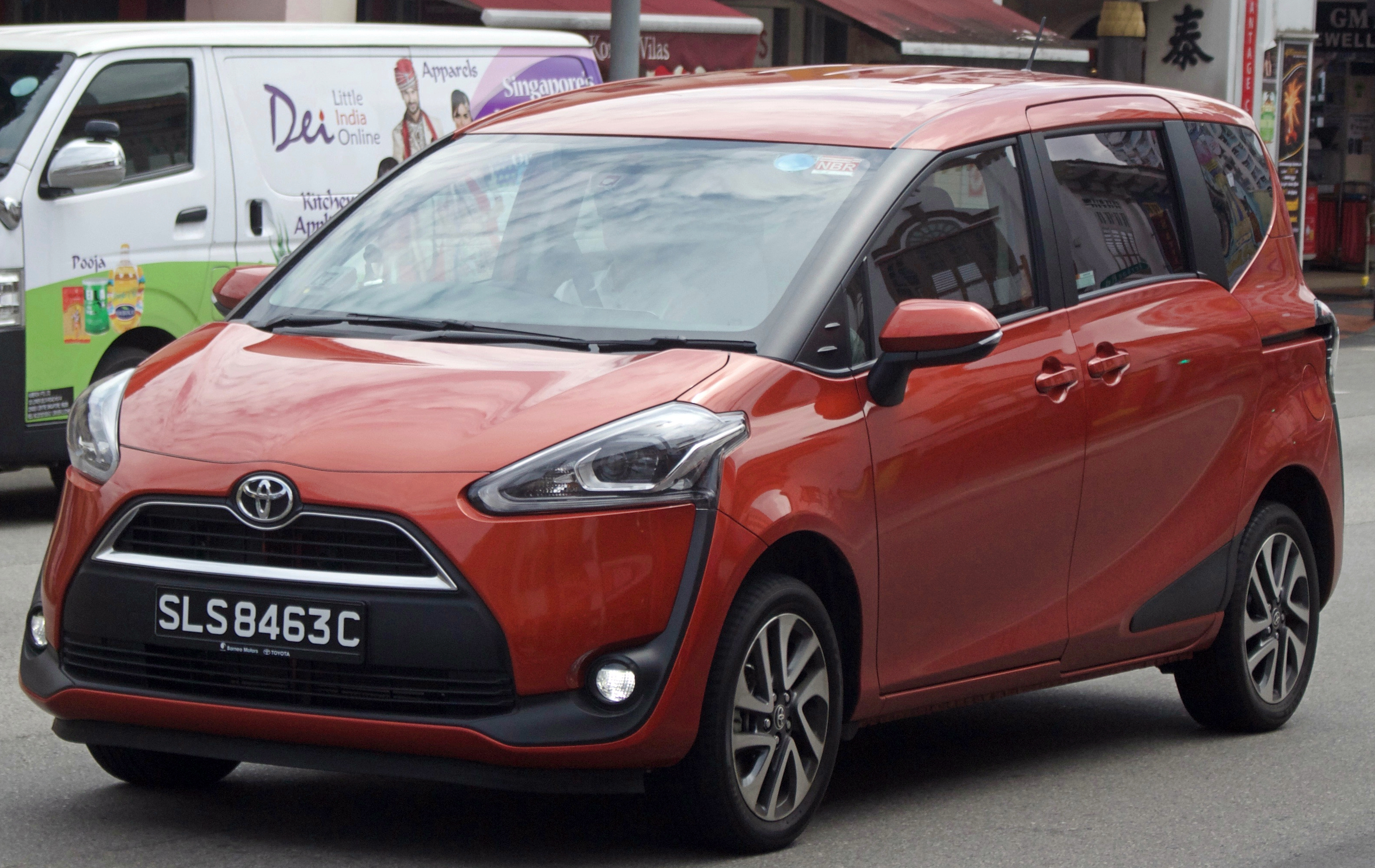
Toyota Sienta (2003 a la actualidad)
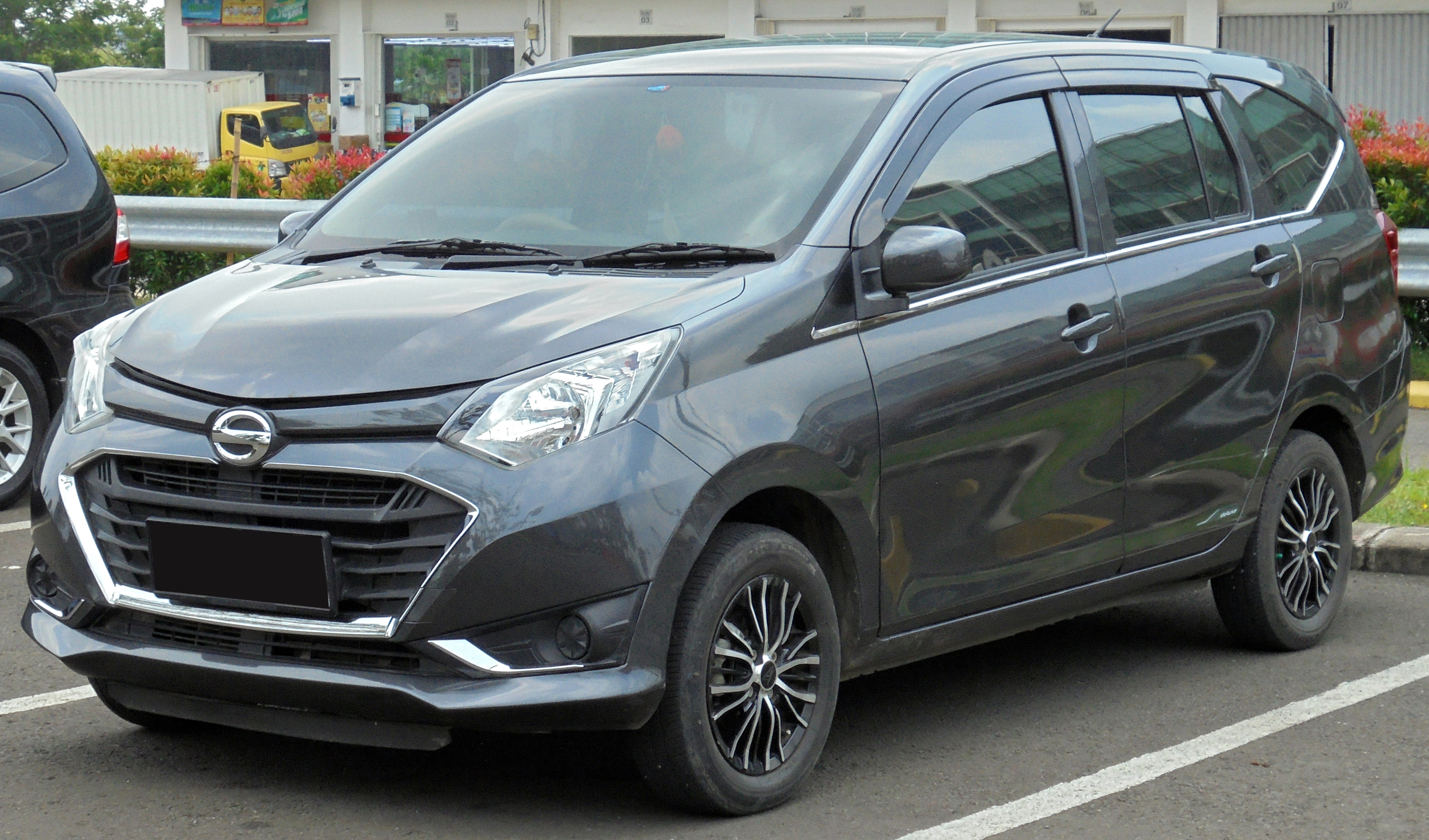
Daihatsu Sigra (2016 a la actualidad)

### Norteamérica
Aunque la presencia de minimonovolúmenes en esta región es pequeña, se comercializan varios automóviles que coinciden con la descripción de un minimonovolumen europeo, aunque bajo otra categoría, ya que los periodistas, fabricantes y reguladores no suelen utilizar este término. Un ejemplo es el Kia Soul, que se comercializa de forma destacada como un SUV crossover subcompacto.

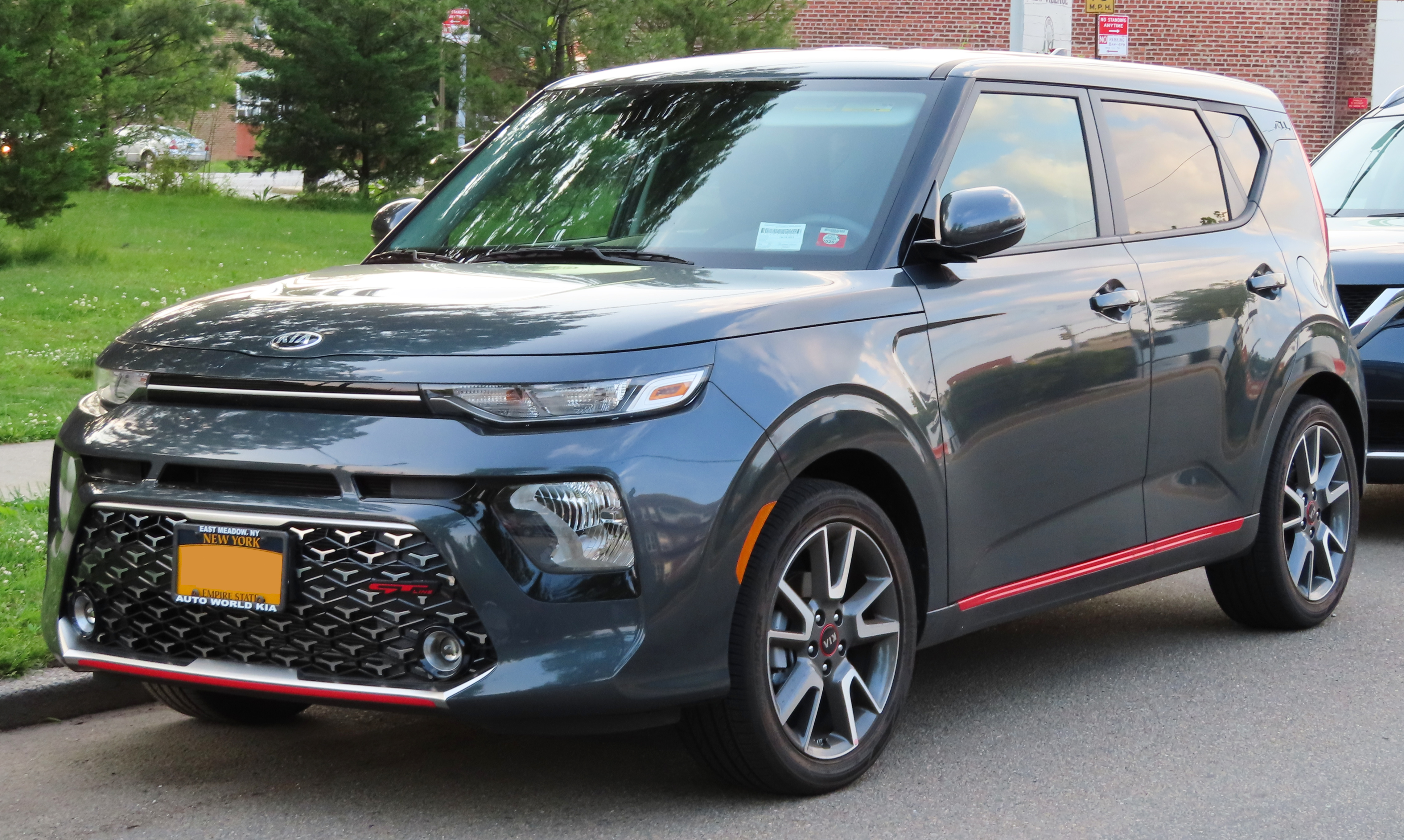
Kia Soul (2008 a la actualidad)
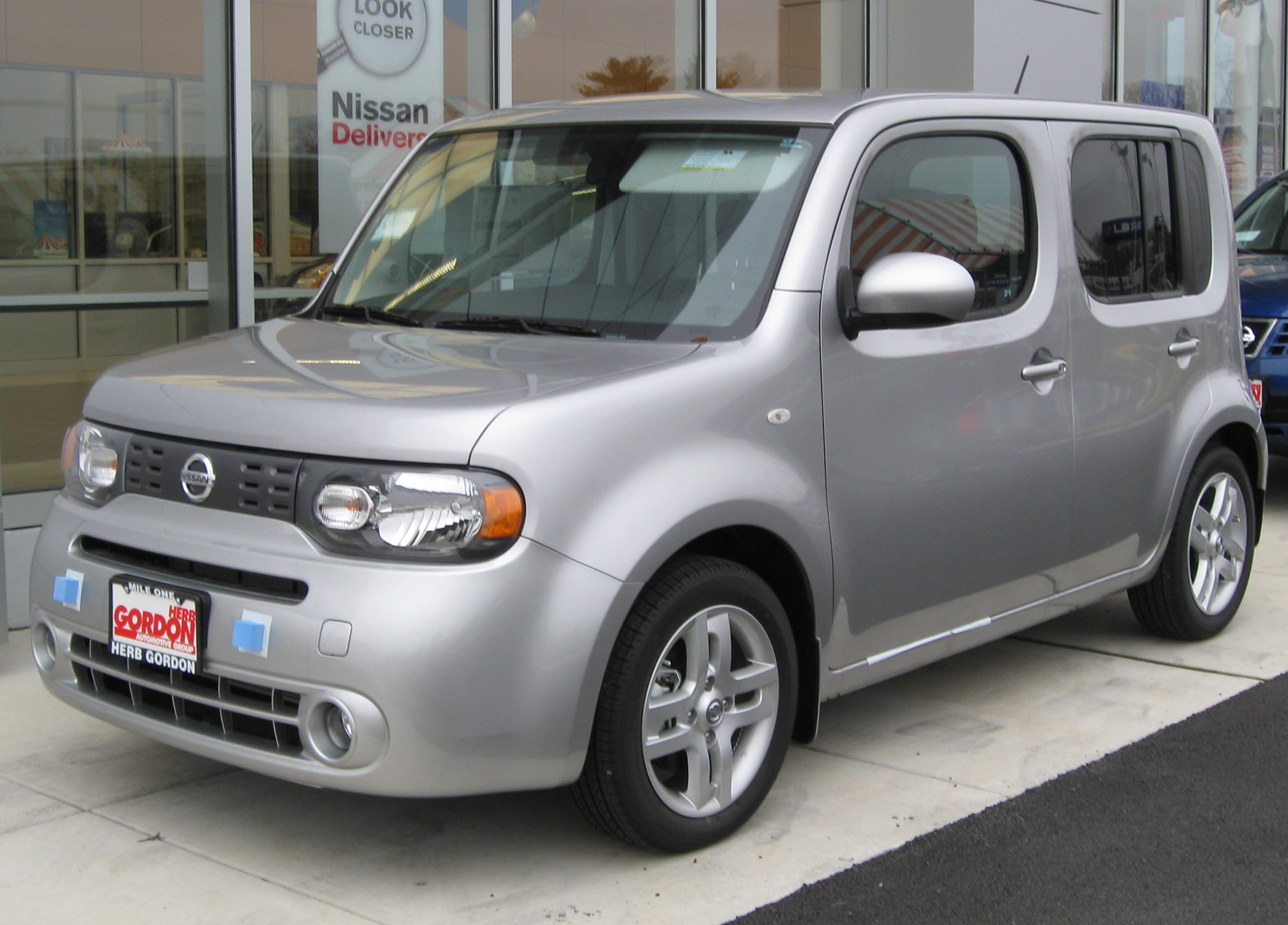
Nissan Cube (2009 a 2019)
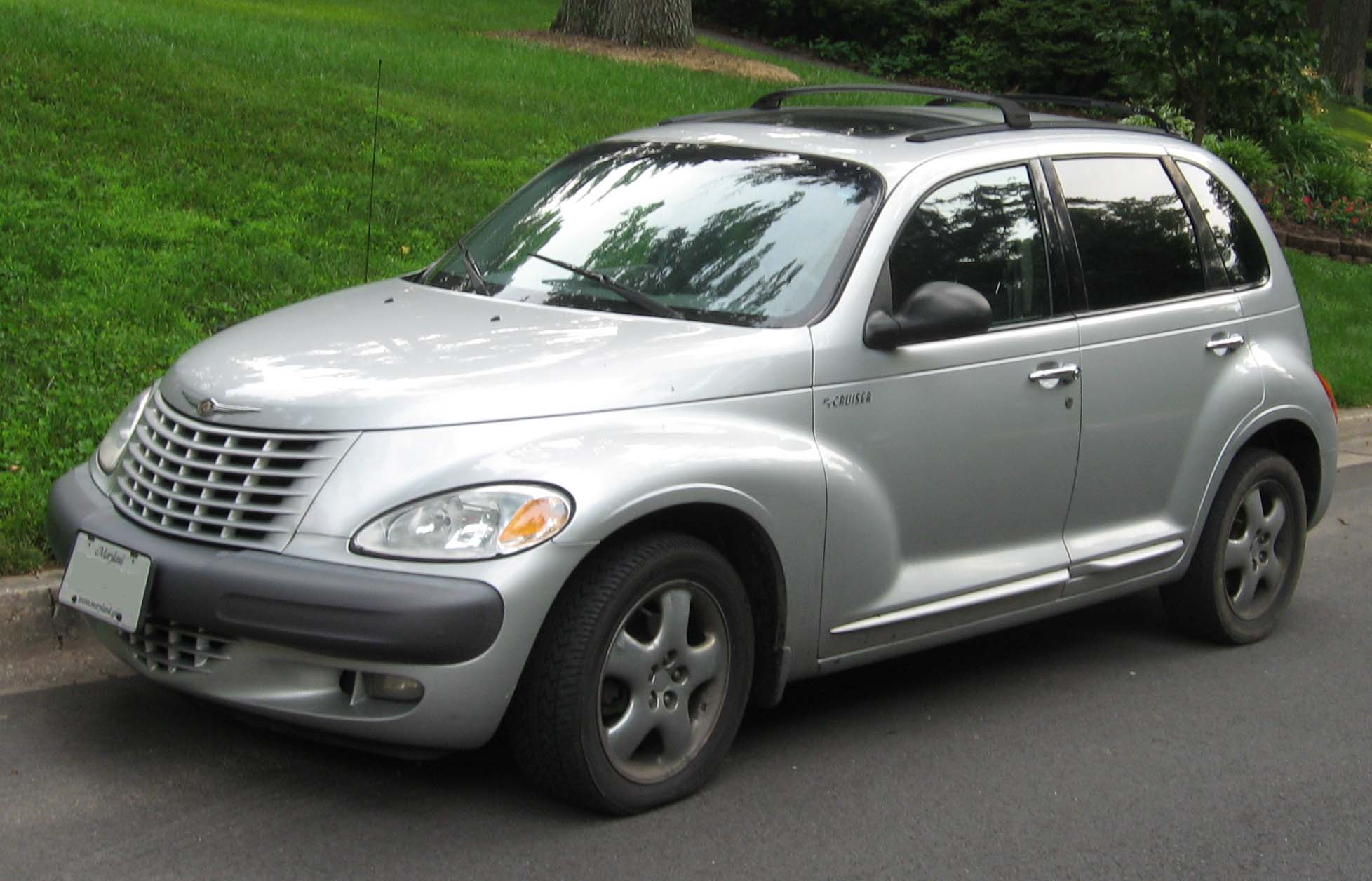
Chrysler PT Cruiser (2000 a 2010)

## Cuota de mercado

### Europa
En 2018, las ventas de minimonovolúmenes en Europa representaron el 1 % del mercado total. Los cinco minimonovolúmenes más vendidos en Europa en 2018 fueron el Fiat 500L, Honda Fit/Jazz, Hyundai ix20, Kia Venga y Ford B-Max.
La tendencia de ventas de años anteriores fue:
- 2012: 411 833 ventas.[29]
- 2013: 450 897 ventas.[29]
- 2014: Las ventas se estabilizaron en poco más de 400 000 ventas anuales, a medida que aumentaron las ventas de pequeños crossovers.[30]
- 2015: Las ventas cayeron un 15 % a 350 000 a medida que aumentó la venta en el segmento de crossover pequeños. Se trata de la cifra más baja para el segmento desde 2003, cuando apareció la primera generación del Opel Meriva.[31]
- 2016: En el primer trimestre, las ventas cayeron un 20 % después de la caída del 15 % en 2015. El Fiat 500L fue el líder de ventas del segmento.[32]

### Norteamérica
En Estados Unidos, la categoría minimonovolumen ha incluido el Fiat 500L, con 30 000 ventas entre 2013 y 2017.
En Canadá, en 2013, el mercado de minimonovolúmenes no era grande. De hecho, el segmento general de monovolúmenes se está reduciendo gradualmente a medida que la industria se expande».